# The Underground EP
The Underground EP — дебютний міні-альбом американського реп-гурту D12. Запис та продюсування релізу почалися наприкінці 1996 і закінчилися на початку 1997 р. У роботі над міні-альбомом узяли участь такі члени гурту: Bizarre, Proof, Bugz, Eminem, Kon Artis, Eye-Kyu та Kuniva.

## Список пісень
| #   | Назва                    | Тривалість |
| --- | ------------------------ | ---------- |
| 1.  | «6 Reasons»              | 4:22       |
| 2.  | «Art of War»             | 5:31       |
| 3.  | «Derelict Theme»         | 4:41       |
| 4.  | «Chance to Advance»      | 5:14       |
| 5.  | «Activity as Phuctivity» | 6:09       |
| 6.  | «Filthy»                 | 3:16       |
| 7.  | «Fuck Battlin»           | 6:00       |
| 8.  | «Cock and Squeeze»       | 5:12       |
| 9.  | «Bring Our Boys»         | 4:40       |
| 10. | «Bad News»               | 4:12       |